# الملك العقرب 3 : معركة من أجل الخلاص
ذا سكوربيان كينغ 3: باتل فور ردمبشن (بالإنجليزية:The Scorpion King 3: Battle for Redemption)، هي فيلم أمريكي من نوع الإثارة والحرب، الولايات المتحدة أنتج الفيلم بتاريخ 17 يناير 2012 وصدر في سنة 2012. من بطولة كيمبو سلايس وديف باتيستا وبيلي زين ورون بيرلمان.

## وصلات خارجية
- الملك العقرب 3 : معركة من أجل الخلاص على موقع IMDb (الإنجليزية)
- الملك العقرب 3 : معركة من أجل الخلاص على موقع روتن توميتوز (الإنجليزية)
- الملك العقرب 3 : معركة من أجل الخلاص على موقع نتفليكس (الإنجليزية)
- الملك العقرب 3 : معركة من أجل الخلاص على موقع قاعدة بيانات الأفلام العربية
- الملك العقرب 3 : معركة من أجل الخلاص على موقع ألو سيني (الفرنسية)
- الملك العقرب 3 : معركة من أجل الخلاص على موقع أول موفي (الإنجليزية)
- الملك العقرب 3 : معركة من أجل الخلاص على موقع فيلمافينيتي (الإسبانية)
- الملك العقرب 3 : معركة من أجل الخلاص على موقع قاعدة بيانات الأفلام السويدية (السويدية)
- الملك العقرب 3 : معركة من أجل الخلاص على موقع قاعدة بيانات الفيلم (الإنجليزية)
- الملك العقرب 3 : معركة من أجل الخلاص على موقع ليتربوكسد (الإنجليزية)
- الموقع الرسمي